# Јован Ненадовић
Јован Ненадовић (Ада, 31. март 1875  — Нови Сад, 6. децембар 1952) био је српски лекар пречанин, специјалиста дерматовенерологије, председник Лекарске коморе Дунавске бановине, потпрдседник Српског лекарског друштва, један од првих чланова Прве масонске ложе Србије, велики добротвор и носилац бројних одликовања и признања.

## Живот и каријера
Рођен је у Ади 1875. године као старији син занатлије Гавре Ненадовића. Након завршетка основног и средње школовање у Српској православној гимназији у Новом Саду, 1893. године уписао је Медицински факултет Универзитета у Грацу на коме је дипломирао 1900. године. Потом је специјализирао дерматовенерологију у Бечу код познатих професора и научника попут Капосија, Фингера, Ланга и Ермана.
Лекарску праксу Јован Ненадовић је започео 1902. године као бањски лекар у лечилишту у Липику из кога је током зиме одлазио у Беч на стручно усавршавање.
По завршетку Првог светског рата, 1919. године, прешао је у Нови Сад, у коме у послератним годинама није постојала организована дерматовенеролошка служба. Како су дерматовенеролошки пацијенти у Новом Саду и Војводини били све бројни, др Ненадовић је 1919.године у новосадској болници у Новом Саду основао Кожновенерично одељење и у њему почео интензивно да ради на лечењу ових болести.  Око сто болесничких кревета, колико је имало ово одељење указује на значај лечења кожновенеричних болести у Војводин. Убрзо потом Јован Ненадовић је организовао  и државну клинику за бесплатно лечење венеричних болести, тако да је до краја 1950-их година Јован Ненадовић непрекидно и паралелно радио у обе болнице, а обављао је и послове менаџера целе болнице у Новом Саду,  са краћим прекидима у току Другог светског рата када је одведен из болнице.
Поред ангажовања у државним институцијама, др Ненадовић је паралелно обављао  и приватну праксу у ординацији опремљеној по тадашњим највишим медицинским стандардима.
Изненада је преминуо радећи у ординацији у Новом Саду 6. децембра 1952. године  у 77. години живота.  За собом је оставио од живих потомака само ћерку Анку Николић, супругу др Љубише Николића док му је син Гавра умро као дечак.

## Дело
Др Ненадовић је у стручном погледу био веома ангажован, као учестник на бројним стручним скуповима почев од 1904. године (како на нивоу Аустроугарске тако и на конгресима. Југословенског лекарског друштва, а на научним скуповима Српског лекарског друштва и међународном конгресу дерматолога и сифилолога у Копенхагену 1930. године. године).
На једној од Скупштина Друштва лекара из Војводине одржаној у Великом Бечкереку (Зрењанину) септембра 1921. године за председника је изабран др Јован Ненадовић. Под његовим преседавањем Чланови Скупштине донели су одлуку да се у Друштво могу примити колеге различитих националних мањина ако су се определили за држављанство Краљевине Срба, Хрвата и Словенаца.
Када је 1929. у оквиру бановинског преустројавања Краљевине Југославије донета одлука о територијалним дивизијама лекарских комора, формирана је и Лекарска комора Дунавске бановине, која је др Ненадовића изабрала за њеног председника. Ову дужност обављао је од њеног оснивања до Другог светског рата.  Као председник друштва заслужан је за изградњи дома Лекарске коморе у Новом Саду.
Био је и члан Санитетског савета Дунавске бановине, а као близак пријатељ др Андрије Штампара се залагао за спровођење идеје јавног здравља (држао је бројна популарна предавања о значају превенције полно преносивих инфекција).
Био је и један од оснивача дерматовенеролошке секције Српског лекарског друштва, а од 1949. године, у знак признања за његовов допринос раду дерматовенеролошке секције СЛД избаран је за доживотног почасног председника.

### Чланство у културним, хуманитарним и другим организацијама
Хуманитарни рад др Ненадовића у оквиру Црвеног крста био изузетно важан. На дужност потпредседник Главног комитета Црвеног крста за Банат, Бачку и Барању изабран је 1923. године и на тој функцији је био до 1941. године. Као представник Југославије учествовао је на више међународних манифестација Конференција Црвеног крста.
Др Ненадовић је између два свестака рата био један од утицајних члан управе Матице српске у неколико мандата и председник Савеза културних друштава Новог Сада чији је циљ био да подстиче и координира рад националних културних друштава у граду,  и помагање уметницима у њиховом раду.
Др Ненадовић је био и угледни, имућни, и утицајни члан масонске организације у Новом Саду, а редовно је учествовао и у другим грађанским активностима између два света рат.

### Колекционар уметничких дела и мецена уметника
Др Ненадовић поред неких његових колеге, међу којима су посебно угледни дерматовенеролог др Ђурица Ђорђевић у Београду и др Бранко Илић био је у Новом Саду, међу виђенијим колекционарма уметничких дела. Заједно са са братом Владиславом, новосадским апотекаром, био је мецена млађих уметника. Од њих је откупљивао прве ликовне радове и потом их поклонио Музеју града Новог Сада. Својим утицајем помагао је и уметницима да добију стипендију за усавршавање у иностранству.

## Признања
Као једном од признатих дерматовенеролога и угледни Србин одликован је: 
- Орденом Светог Саве IV, III i II реда
- Орденом белог орла I реда
- Крст-орден друштва Црвеног крста